# 乔万尼·博泰罗

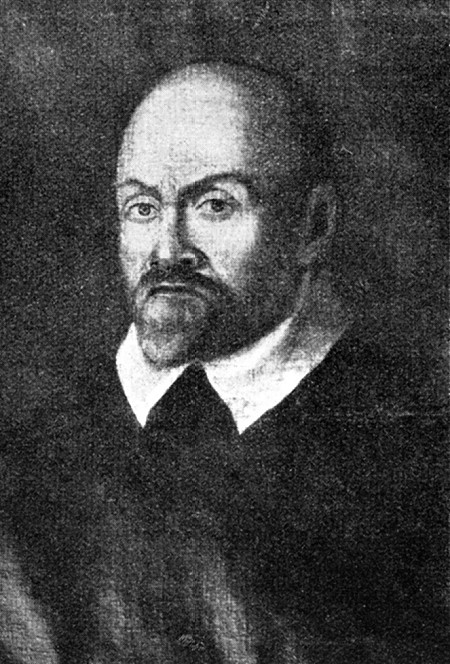
乔万尼·博泰罗像

乔万尼·博泰罗（英語：Giovanni Botero，1544年—1617年），文艺复兴时期欧洲意大利思想家、牧师、外交家与诗人。他反对尼可罗·马基亚维利的思想，促进了后自由主义思想的发展，早年即突显其杰出才能，后长期就仕于意大利，他的经济思想亦为后世的经济学家提供了理论来源。

## 生平
1544年，博泰羅生於意大利北部皮埃蒙特省的貝內瓦吉恩納, 15歲時到巴勒莫的耶穌會學校上學，隔年轉到羅馬學院就讀,受教於十六世紀聲名顯赫的基督教思想家，包括胡安·德·马里亚纳1565年，博特罗被派往法国比隆的耶穌會學院，擔任哲学和修辞学的老師。1567年轉任至巴黎，因法国宗教战争，巴黎民眾的熱情升温，他也参与了反西班牙的示威遊行，因此在1569年被召回意大利。隨後他又被調任到米蘭、帕多瓦、熱那亞等地的耶穌會學校任教，最後還是回到米蘭。1580年，教廷指控他的佈道問題，因此被教廷開除。
這使得博泰羅的人生迎來了重大轉機，他到隨後到米兰的卡洛·博罗密欧主教那裡當私人助理，博罗梅奥向博泰罗介绍了教会管理的实际情况，並時常与意大利北部的贵族交往，比如萨沃伊公爵。1584年，主教去世后，博泰罗继续擔任卡洛-博罗梅奥的侄子费德里科的助理。這時博泰罗已经出版了几部作品。在1588年的《论城市伟大的原因》（Delle cause della grandezza delle città）里，博泰罗預言了托马斯·马尔萨斯的工作，概述了城市的生成性和营养性的优点，前者是人类的繁殖率，后者是城市及其乡村的产品维持人民生活的能力。当城市的营养性美德大于生成性美德时，城市就会增长，但在这些美德颠倒的必然时刻，城市就开始死亡。1589年，他出版了他最為人所知的作品《国家理性》（Della ragion di Stato）。博泰罗认为，國王的权力必须建立在臣民某种形式的同意之上，而且國王必须尽一切努力赢得人民的喜爱和钦佩。这与马基雅维利的哲学不同，因为仅仅看起来像个公正的國王是不够的，因为一个人的真实本性总是会被照亮；一个人必须按照博泰罗提出的建议，真正成为一个公正的國王。

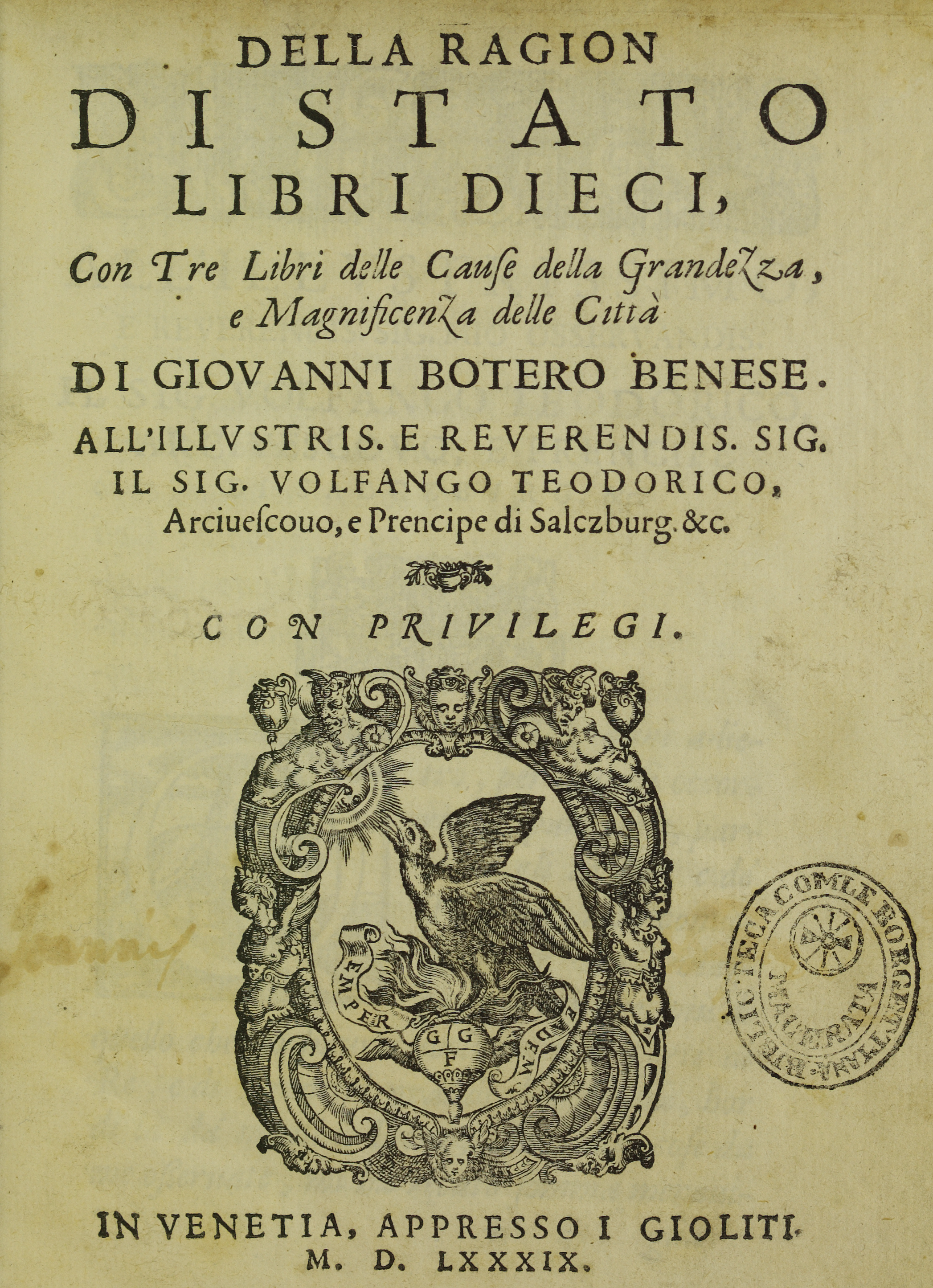
Della ragion di stato, 1589

博泰罗的 "公正 "理念来自于他对耶稣会学院体系中托马斯主义和自然法理論的理解，他受多明我会神学家弗朗西斯科·維多利亞和薩拉曼卡學派的多明戈·德·索托作品的影响。托马斯·阿奎那认为，上帝赋予每个人某些自然权利，通过使用理性，人类可以共同创造公正的社会。在政治上，阿奎那设想，人民将决定一个合适的国王，并赋予他某些权力，以保护他们并允许他们繁荣。阿奎那认为，如果国王变成了暴君，人民就有自然权利将其废黜。这与16世纪初新教神学家以及本世纪末法国法学家讓·博丹等政治思想家提出的君權神授說的观点相反。事实上，让-博丹颇具影响力的《共和六論》对博泰罗撰写《国家理性》产生了重要影响，即使像马基雅弗利的《君主論》一样的负面影响。虽然博泰罗不同意博丹的主权思想，他更喜欢以民众为基础的东西，但他确实同意博丹的一些经济思想。然而，博泰罗对政治经济的总体概念又比博丹更 "自由"，博丹主张国王积极参与国家经济，包括重商主义政策，这些政策将由路易十四和柯尔贝尔在现代早期法国制定。博丹只告诫国王不要与自己的臣民进行贸易；所有其他经济活动都是允许的。另一方面，博特罗认为，只有三种情况下國王可以参与贸易：1）如果没有公民能够负担得起，2）如果一个公民会因为贸易的利润而变得过于强大，或者3）存在一些供应短缺，國王必须帮助分配货物。最终，波特罗认为，经济活动不符合國王的身份，人民应该是国家的主要经济推动者。1595年费德里科成为米兰大主教。博泰罗也同他混迹于罗马和米兰的上流社会，并出版了另一部他后来颇为知名的作品--《環球關係》。在1591年至1598年期间发行了四卷（第五卷最终在19世纪末出版），标题中的'关系'指的是'普世'（天主教）教会在世界各地的关系，甚至包括美洲。该作品标志着人口学研究的开始。1599年，博泰罗结束了在费德里科-博罗梅奥處的工作，回到了萨沃伊家族，成为查理-伊曼纽尔三个儿子的导师。1603年到1607年，博泰羅带着他的三个孩子在西班牙遊歷，並解釋了腓力三世最亲密的顾问奥利瓦雷斯伯-公爵。奥利瓦雷斯似乎使用了博泰羅的 "国家理性"，在他著名的关于武器联盟的纪念中概述了维护西班牙帝国的战略。还有证据表明，天主教改革最坚定的政治支持者之一和三十年战争的主要人物的巴伐利亚的马克西米利安公爵，曾与他的顾问讨论过 "国家理性"。博泰羅也影响了下一代的政治和经济思想家。如重商主义的托马斯·孟和比利时思想家尤斯圖斯·利普修斯。
1617年，博泰羅死於都靈。

## 扩展阅读

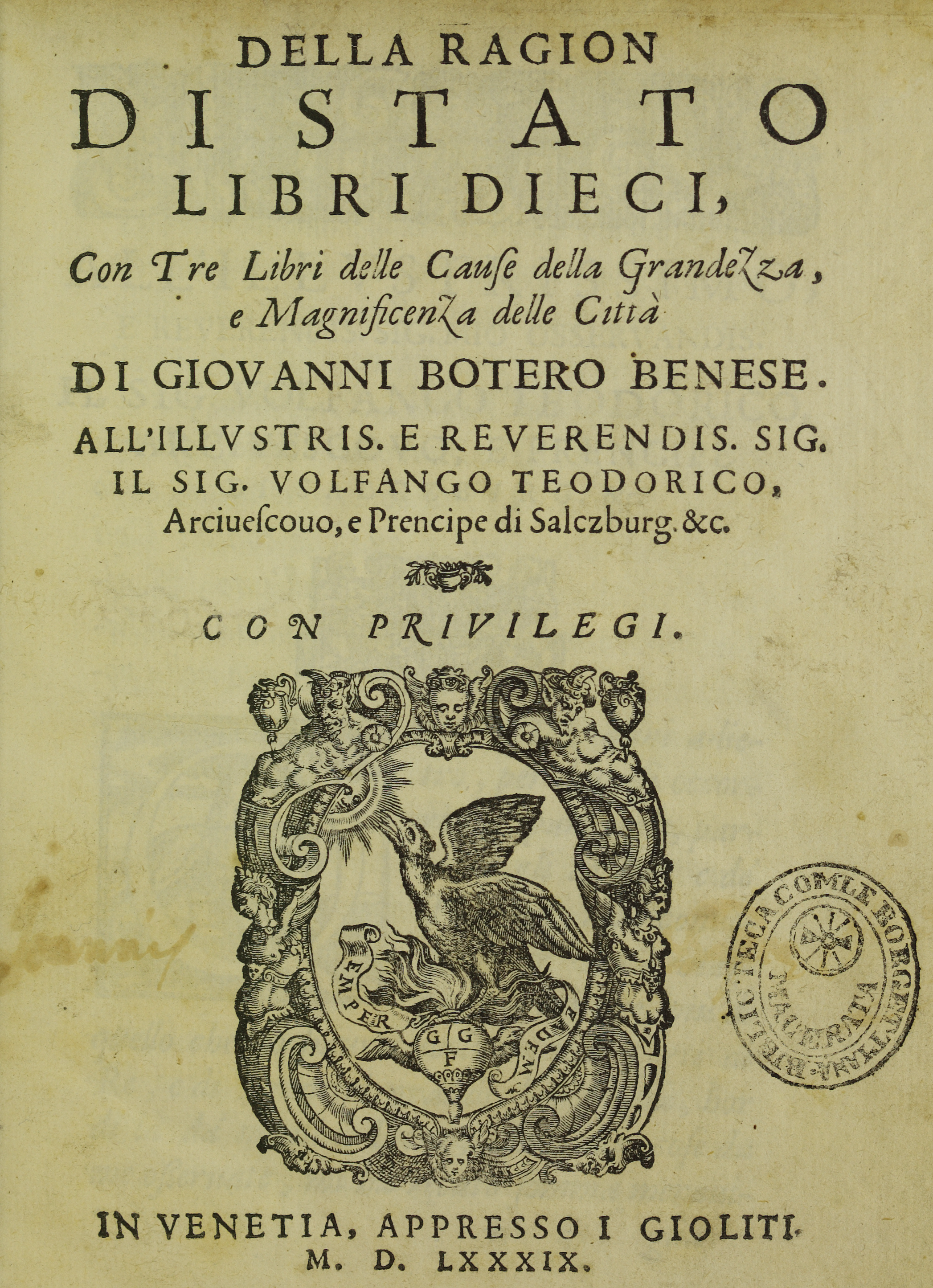
Della ragion di stato, 1589

- Aquinas, St. Thomas, On Law, Morality, and Ethics. Edited, with an introduction by William J. Baumgarth and Richard S. Regan. Indianapolis, 1988.
- Bireley, Robert, The Counter-Reformation Prince: Anti-Machiavellianism or Catholic Statecraft in Early Modern Europe. Chapel Hill, 1990.
- Botero, Giovanni, The Reason of State, translated by P.J. Waley and D.P. Waley, with notes by D.P. Waley. New Haven, 1956.
- Brodrick, James, The Economic Morals of the Jesuits. New York, 1972.
- Grice-Hutchinson, Marjorie, The School of Salamanca: Readings in Spanish Monetary Theory, 1544 - 1605. Oxford, 1952.
- Hamilton, Bernice, Political Thought in Sixteenth Century Spain. Oxford, 1963.
- O'Malley, John W., The First Jesuits. Cambridge, 1993.
- Skinner, Quentin, The Foundations of Modern Political Thought, Vol. I: The Renaissance; Vol. II: The Age of Reformation. Cambridge, 1978.